# Kabinet-Ali Sastroamidjojo I
Het kabinet-Ali Sastroamidjojo I was een Indonesisch kabinet in de jaren 1953-1955. Het was het eerste van twee kabinetten van premier Ali Sastroamidjojo.

## Formatie
Na de val van het kabinet-Wilopo op 3 juni 1953 was het onduidelijk hoe er een nieuw kabinet samengesteld kon worden, vanwege de grote fragmentatie en onenigheid binnen de tijdelijke Volksvertegenwoordigingsraad. Een voorstel om vicepresident Mohammed Hatta aan te wijzen als formateur werd door onder andere de PNI afgewezen als ongrondwettelijk. Er werd daarom verder gezocht naar mogelijkheden voor een 'zakenkabinet' of een kabinet van nationale eenheid. Hiertoe werden op 15 juni Ki Sarmidi Mangunsarkoro van PNI en Mohamad Roem van Masjoemi aangewezen als formateurs. Hun formatie mislukte en ze gaven hun opdracht terug aan president Soekarno op 22 juni.
Formatiepogingen door eerst Moekarto Notowidigdo (PNI) en daarna Boerhanoeddin Harahap (Masjoemi) mislukte vervolgens ook. Omdat de PNI en Masjoemi er niet uit kwamen, stelde Soekarno Wongsonegoro van de PIR aan als nieuwe formateur. Wongsonegoro stelde een concept-kabinetsprogramma samen in overleg met andere partijen, en slaagde daar uiteindelijk een coalitie bij samen te stellen. Opvallende afwezige in de coalitie was de Masjoemi-partij, die voor het eerst sinds 1947 in de oppositie terechtkwam. De Nahdlatul Ulama (NU), een afsplitsing van Masjoemi, nam wel deel aan het kabinet. Ali Sastroamidjojo van PNI werd premier en Wongsonegoro werd zelf vicepremier, net als Zainul Arifin van NU. Ali Sastroamidjojo was tijdens de gehele formatie en bij de installatie van het kabinet niet aanwezig, omdat hij de Indonesische ambassadeur in de Verenigde Staten was. Het kabinet werd op 30 juli geïnstalleerd; de officiële installatie van de premier volgde op 12 augustus.

## Kabinetsprogramma
Het kabinetsprogramma zoals opgesteld door formateur Wongsonegoro en gefinetuned door premier Ali Sastroamidjojo bestond uit de volgende vier punten:
1. Binnenlands beleid
  1. Verbeteren van de veiligheid en van de samenwerking tussen de verschillende overheidsorganen en ordediensten.
  2. Zo snel mogelijk verkiezingen houden voor de Volksvertegenwoordigingsraad en Konstituante.
  3. Verbeteren van de welvaart en van de wetgeving voor ruimtelijke ordening, en het beter beheren van overheidsmiddelen.
  4. Vernieuwen van de decentralisatiepolitiek en het opzetten van autonome regio's, het zorg dragen voor een efficiënte overheid en het tegengaan van corruptie en bureaucratie.
  5. Voltooien van de arbeiderswetgeving.
  6. Versnellen van de opzet van nationale wetgeving, vooral op de gebieden van veiligheid, welvaart, financiën en nationaliteit.
2. West-Irian: zo snel mogelijke aansluiting van West-Irian bij Indonesië.
3. Buitenlandse politiek
  1. Buitenlandse politiek op basis van onafhankelijkheid, actief voor de wereldvrede.
  2. Veranderen van de Nederlands-Indonesische Unie naar een gewone betrekking met Nederland.
  3. Het ongedaan maken van onvoordelige afspraken uit de rondetafelconferentie van 1949.
4. Voorkomen van politieke conflicten: onenigheden binnen het kabinet worden opgelost door de beslissing aan de Volksvertegenwoordigingsraad te laten.

## Moeilijkheden en val van het kabinet
Het kabinet had moeite met het behalen van de gestelde doelen. Op het gebied van veiligheid was er het probleem van de afscheidingsbeweging Darul Islam en meer in het algemeen rebellie in de regio Atjeh. Het verbeteren van de welvaart werd gecompliceerd door hoge inflatie en corruptie. Het grootste succes van de kabinetsperiode was de organisatie van de Bandungconferentie in april 1955. Deze conferentie was een eerste aanzet richting de Beweging van Niet-Gebonden Landen en daarmee was het een grote doorbraak voor Indonesië in de poging om een onafhankelijke derde wereld (los van de machtsblokken van de Koude Oorlog) te bewerkstelligen.
Het grootste probleem van het kabinet, dat uiteindelijk leidde tot de val, werd veroorzaakt door minister van defensie Iwa Koesoemasoemantri van de 'progressieve fractie' (gelieerd aan de Communistische Partij). Minister Iwa stelde legerofficiers aan zonder rekening te houden met de geldende normen of wensen in het leger. Dit probleem kwam tot een uitbarsting in juni 1955 toen het kabinet Bambang Utoyo, een militair van lage rang en met algemeen bekende sympathieën voor de PNI, tot stafchef van de landmacht aanwees. De benoemingsceremonie van Bambang Utoyo werd door bijna alle legerofficieren en het militaire orkest geboycot. Minister Iwa nam ontslag, maar dit kon het kabinet niet meer redden nadat de partij Nahdlatul Ulama haar steun introk.
Volgens de toenmalige Amerikaanse ambassadeur in Indonesië, Hugh Smith Cumming Jr., ging de onvrede verder dan alleen de gebeurtenissen bij de landmacht. Ook het economische beleid en de verschuiving richting het communisme van onder andere president Soekarno en premier Ali werden in toenemende mate afgewezen door Nahdlatul Ulama en delen van de bevolking. Het kabinet diende op 24 juli 1955 ontslag in.

## Samenstelling
| Nr. | Ministerspost              | Minister                                  | Minister                                                            | Partij   |
| --- | -------------------------- | ----------------------------------------- | ------------------------------------------------------------------- | -------- |
| 1   | Minister-president         |                                           | Ali Sastroamidjojo                                                  | PNI      |
| 1   | Vicepremiers               |                                           | Wongsonegoro                                                        | PIR      |
| 1   | Vicepremiers               |                                           | Zainul Arifin                                                       | NU       |
| 2   | Buitenlandse Zaken         |                                           | Soenarjo                                                            | PNI      |
| 3   | Binnenlandse Zaken         |                                           | Hazairin (tot 23 oktober 1954)                                      | PIR      |
| 3   | Binnenlandse Zaken         |                                           | Zainul Arifin (23 oktober tot 19 november 1954)                     | NU       |
| 3   | Binnenlandse Zaken         |                                           | Soenarjo (vanaf 19 november 1954)                                   | PNI      |
| 4   | Economische Zaken          |                                           | Iskak Tjokroadisurjo (tot 8 november 1954)                          | PNI      |
| 4   | Economische Zaken          |                                           | Roosseno Soerjohadikoesoemo (vanaf 8 november 1954)                 | PIR      |
| 5   | Financiën                  |                                           | Ong Eng Die                                                         | PNI      |
| 6   | Defensie                   |                                           | Iwa Koesoemasoemantri                                               |          |
| 7   | Justitie                   |                                           | Djody Gondokusumo                                                   | PRN      |
| 8   | Informatie                 |                                           | Ferdinand Lumbantobing                                              | S.K.I.   |
| 9   | Transport                  |                                           | Abikoesno Tjokrosoejoso (tot 14 september 1953)                     | PSII     |
| 9   | Transport                  |                                           | Roosseno Soerjohadikoesoemo (29 september 1953 tot 23 oktober 1954) | PIR      |
| 9   | Transport                  |                                           | Ali Sastroamidjojo (23 oktober tot 19 november 1954)                | PNI      |
| 9   | Transport                  | Adnan Kapau Gani (vanaf 19 november 1954) |                                                                     |          |
| 10  | Openbare Werken en Energie |                                           | Roosseno Soerjohadikoesoemo (tot 12 oktober 1953)                   | PIR      |
| 10  | Openbare Werken en Energie | Bob Hasan (vanaf 12 oktober 1953)         |                                                                     |          |
| 11  | Onderwijs en Cultuur       |                                           | Mohammad Yamin (tot 14 juni 1951)                                   |          |
| 12  | Arbeid                     |                                           | Sutan Muchtar Abidin                                                | PB       |
| 13  | Landbouw                   |                                           | Sadjarwo                                                            | BTI      |
| 14  | Godsdienst                 |                                           | Masjkur                                                             | NU       |
| 15  | Gezondheid                 |                                           | Ferdinand Lumbantobing (ad-interim 1 augustus tot 12 oktober 1953)  | S.K.I.   |
| 15  | Gezondheid                 |                                           | Lie Kiat Teng (vanaf 12 oktober 1953)                               | PSI      |
| 16  | Sociale Zaken              |                                           | Soeroso (vanaf 19 mei 1953)                                         | Parindra |
| 17  | Nationale Welvaart         |                                           | Sudibjo (tot 14 september 1953)                                     | Parindra |
| 17  | Nationale Welvaart         |                                           | Wongsonegoro (29 september 1953 tot 23 oktober 1954)                | PIR      |
| 17  | Nationale Welvaart         |                                           | Zainul Arifin (vanaf 23 oktober 1954)                               | NU       |
| 18  | Grondzaken                 |                                           | Mohammad Hanafiah (tot 19 november 1954)                            | NU       |
| 18  | Grondzaken                 |                                           | I Gusti Gde Rake (vanaf 19 november 1954)                           | PRN      |